# بیدی (قوم‌های باستانی)
بیدی (انگلیسی: Beidi)، گروه‌های قومی مختلفی بودند که در شمال قلمرو چینی (هواکسیا (مردم چین)) در طول دودمان ژو زندگی می‌کردند. اگرچه در ابتدا به عنوان کوچ نشین توصیف می‌شد، اما به نظر می‌رسد که آنها اقتصاد مرکب دامداری، کشاورزی و شکار را انجام می‌دادند و از عشایر کوچ‌نشین اوراسیایی استپ اوراسیا که در شمال خود زندگی می‌کردند متمایز بودند.